# Neil Marten
Sir Neil Marten (3. Dezember 1916 – 1986) war von 1959 bis 1983 britischer Abgeordneter der konservativen Torys.
Im Zweiten Weltkrieg diente er als Soldat und wurde als Fallschirmspringer hinter die deutschen Linien gebracht, um die französische Résistance zu unterstützen. 
Er war Leiter der Ausstiegs-Kampagne (NRC, National Referendum Campaign) zur Zeit des britischen Referendums 1975. Er vertrat somit eine ablehnende Haltung zum Verbleib des Vereinigten Königreichs in der Europäischen Gemeinschaft, der es erst 1971 beigetreten war. Er sah die Europäische Gemeinschaft als föderierten Staatenbund, unter welchem man seine nationale Unabhängigkeit verlieren würde:

„To be or not to be a Federal State - that is the question. To be or not to be an independent country.“

Am 6. Januar 1983 wurde ihm der Ritterschlag durch Königin Elisabeth II. zuteil. Marten hatte eine Tochter, Mary-Louise, die das Büro der NRC leitete.